# Francisco Xavier de Oliveira
Francisco Xavier de Oliveira (Lisboa, 21 de Março de 1702 - Hackney, Inglaterra, 18 de Outubro de 1783), conhecido como o Cavaleiro de Oliveira, foi um escritor português.

## Vida
Nasceu em Lisboa a 21 de Março de 1702, filho mais velho de José de Oliveira e Sousa e Isabel da Silva Neves.  O pai foi contador dos Contos do Reino e da Casa, esteve ao serviço do Marquês de Alegrete como escrivão e foi Secretário de D. João Gomes da Silva, conde de Tarouca, primeiramente em Utrecht e, a partir de 1725, em Viena.
Em 1716, com quatorze anos, Francisco Xavier de Oliveira foi admitido no Tribunal dos Contos do Reino, provavelmente por intermédio e em reconhecimento dos serviços prestados pelo seu pai nessa instituição.
Em Dezembro de 1729, com 27 anos, é feito Cavaleiro da Ordem de Cristo e a 25 de fevereiro de 1730 casa-se com Ana Inês de Almeida, que veio a falecer em 1734. Deste casamento nasceram duas filhas que morreram na infância e em 1733, um rapaz de nome José Anastácio. Em 1732 visita Madrid onde um seu tio, o Padre Manuel Ribeiro, da Congregação do Oratório exercia temporariamente a função de encarregado de Negócios, por ausência do então embaixador português, o marquês de Abrantes.
Com a morte do seu pai, em 1734, Francisco Xavier de Oliveira é nomeado pelo Conde de Tarouca, embaixador de Portugal em Viena desde 1725, para o substituir. A sua viagem, primeiramente para Haia e a chegada a Viena é profusamente relatada no seu livro Memórias das Viagens de Francisco Xavier d'Oliveira. Incompatibilizado com o embaixador, que reprovava a sua vida pessoal, estabelece amizade com os Príncipes de Valáquia, sendo mesmo padrinho de baptismo do primeiro filho do casal. Aparentemente, durante 3 anos, (1736-1739) terá tido uma relação sentimental com a princesa, mulher de Constantine Mavrocordato, um fanariota.
A 26 de Junho de 1739 casa-se com Maria Euphrosine de Punchberg que veio a falecer nove meses depois.
Em 1740 muda-se para a Holanda e no ano seguinte publica uma Carta ao Senhor Isaac de Sousa Brito, com os privilégios concedidos em Nápoles e Sicília à Nação hebrea traduzidos do original italiano em Nápoles no anno de 1740.
Em 1741 e 1742 a inquisição proíbe a divulgação das suas obras em Portugal. Em 1744 viaja para Londres procurando obter apoio do novo embaixador, Sebastião José de Carvalho e Melo, numa disputa pelo reconhecimento junto da corte os serviços por si prestados.
Casa-se novamente em 1746 com Frances (ou Françoise) Hamon, da qual teria uma filha, falecida pouco depois de nascer.
A 22 de Julho de 1746 abjura oficialmente o catolicismo, convertendo-se ao protestantismo. Entre 11 de Dezembro de 1746 e 22 de Setembro de 1748 esteve preso por dívidas.
Durante o ano de 1751 publica, em fascículos mensais o Amusement Périodique e passa, em 1753 a viver, por razões de saúde, em Kentish Town.
Por ocasião do terramoto de 1755 escreveu o "Discours pathétique au sujet des calamités" (1756, seguido, por força da polémica que o mesmo originou, de "Suite du discours pathétique" (1757).
Entre 1758 e 1760 colabora, com informações sobre autores portugueses na Bibliothéque Curieuse, de David Clément.
A 20 de Setembro de 1761 é condenando pela Inquisição, que na sua ausência, queima a sua efígie em auto-de-fé. Tal facto dá origem à obra Le Chevalier d'oliveyra brulé comme herétique, de 1762. Nesse mesmo ano muda-se para Knighstbridge e em 1775 para Hackney.
Publica em 1767 uma obra contra a Inquisição e certas práticas do catolicismo, denominado Reflexões de Félix Vieira Corvina dos Arcos e em 1768 um outro, embora tenha ficado manuscrito Tratado do princípio, progresso, durançam e ruína do reinado do anticristo.

### Obra
A sua obra pode ser dividida em dois períodos: o de Haia e o de Londres. Ao primeiro, correspondem as obras "Mémoires de Portugal" (1741), "Memórias das Viagens" (1741), "Mille et Une Observations" (1741) e as "Cartas Familiares" (1741-1742). As obras deste período são especialmente destinadas a esclarecer portugueses e estrangeiros sobre alguns valores nacionais geralmente menosprezados.
Do segundo período temos , "Discours Pathétique" (1756), "Suite" (1757), "Le Chevalier d'Oliveyra Brulé en Effigie" (1762) "As Reflexões de Félix Vieyra Corvina de Arcos" (1767), e "Amusement Périodique" (1751), cuja versão em português chamou-se Recreação Periódica (1751) . Estas obras caracterizam-se, sobretudo. pela exposição das suas ideias em matéria religiosa.
O Cavaleiro de Oliveira foi sobretudo um homem do mundo e um defensor da liberdade. Em 1942, foram editados os seus "Opúsculos Contra o Santo Ofício". A sua obra permanece como um dos mais violentos ataques proferidos contra a Inquisição, instituição que abominava e que responsabilizava pelo atraso em que Portugal se encontrava.